# Route nationale 11 (Luxembourg)
Pour les articles homonymes, voir N11 et Route nationale 11.
La route nationale 11 est une route nationale luxembourgeoise reliant Luxembourg à Echternach.